# Студьона Гута
Студьона Гута (біл. Студзёная Гута) — село в Терюській сільській раді Гомельського району Гомельської області Республіки Білорусь.

## Географія

### Розташування
За 13 км від залізничної станції Терюха (на лінії Гомель — Чернігів), 36 км на південь від Гомеля.

## Транспортна мережа
Автодорога Старі Яриловичі — Гомель. Планування складається з двох прямолінійних вулиць, орієнтованих з південного сходу на північний захід по обидва боки струмка Студенець. Забудова дерев'яної садибного типу.

## Населення

### Чисельність
- 2009 — 116 мешканців